# Fremad Amager
Maillots
Le BK Fremad Amager est un club de football danois basé à Copenhague. 

## Historique
- 1910 : fondation du club
- 1972 : 1re participation à une Coupe d'Europe (C2, saison 1972/73), avec une élimination au premier tour face au club albanais de KS Besa Kavajë (1-1 au Danemark, 0-0 en Albanie)

## Palmarès
- Championnat du Danemark de deuxième division (2)
  - Champion : 1931, 1938

- Coupe du Danemark
  - Finaliste : 1972

## Galerie photos

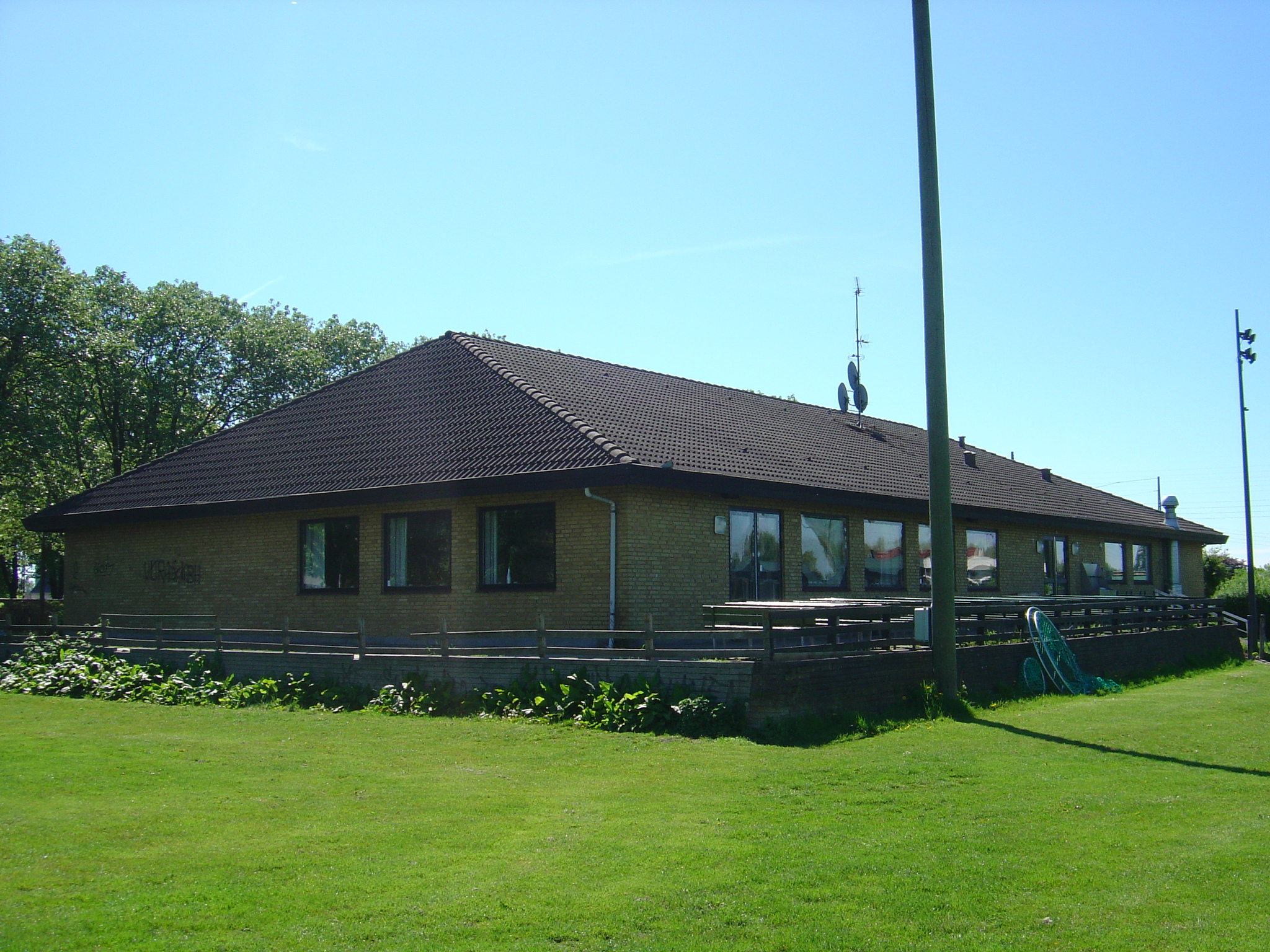
Club-house du Fremad Amager

## Ancien joueurs
- Morten Nordstrand
- Emmanuel Toku